# Награда Кнегиња Милица
Награда „Кнегиња Милица“ се додељује за допринос српској књижевности, култури, духовности, као и за неговање хуманизма, човекољубља и очување православне традиције.
Награду додељује Алфа - центар за хуманост, културу и православље из Београда. Награду је 2010. добила Дојна Галић Бар, књижевница и неуропсихијатар из Чикага.